# كريستوفر روبرت نيكلسون
كريستوفر روبرت نيكلسون (5 فبراير 1945 - ) (بالإنجليزية: Christopher Robert Nicholson)‏ هو قاضي ومحامي ولاعب كريكت جنوب أفريقي.

## وصلات خارجية
- كريستوفر روبرت نيكلسون على موقع إي آس بي آن كريك إنفو (الإنجليزية)